# Шено
Шено́ (фр. Chenaud) — коммуна во Франции, находится в регионе Аквитания. Департамент — Дордонь. Входит в состав кантона Монпон-Менестероль. Округ коммуны — Перигё.
Код INSEE коммуны — 24118.

## География

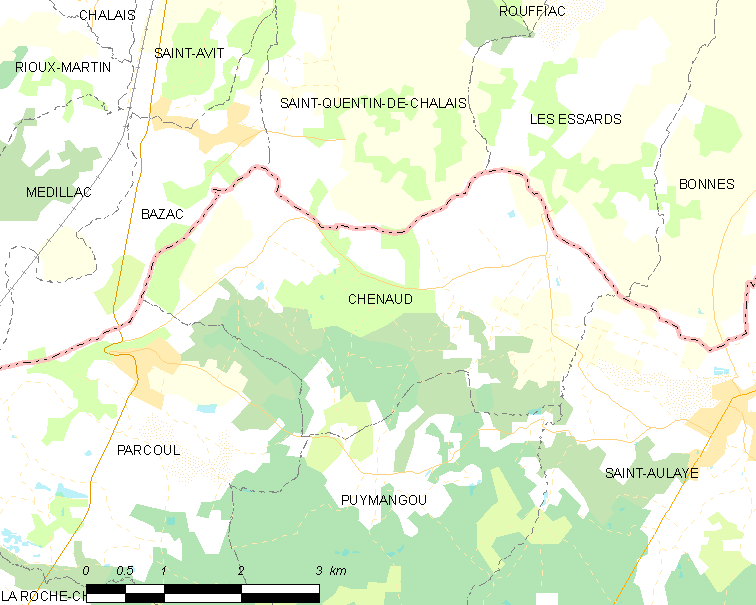
Карта коммуны

Коммуна расположена приблизительно в 440 км к юго-западу от Парижа, в 70 км северо-восточнее Бордо, в 50 км к западу от Перигё.
На севере коммуны протекает река Дрон.

### Климат
Климат умеренный океанический со средним уровнем осадков, которые выпадают преимущественно зимой. Лето здесь долгое и тёплое, однако также довольно влажное, здесь не бывает регулярных периодов летней засухи. Средняя температура января — 5 °C, июля — 18 °C. Изредка вследствие стечения неблагоприятных погодных условий может наблюдаться непродолжительная засуха или случаются поздние заморозки. Климат меняется очень часто, как в течение сезона, так и год от года.

## Население
| Год  | Численность | Численность |
| ---- | ----------- | ----------- |
| 1962 | 517         |             |
| 1968 | 456         |             |
| 1975 | 331         |             |
| 1982 | 350         |             |
| 1990 | 313         |             |
| 1999 | 321         |             |
| 2006 | 318         | [ 7 ]       |
| 2008 | 317         |             |
| 2011 | 321         | [ 7 ]       |
| 2013 | 329         |             |
| 2015 | 325         | [ 8 ]       |
| 2017 | 356         | [ 9 ]       |
| 2018 | 359         | [ 3 ]       |

## Администрация
| Период | Период | Фамилия      | Партия                  | Примечания |
| ------ | ------ | ------------ | ----------------------- | ---------- |
| 1995   | 2006   | Дени Себар   |                         |            |
| 2006   | 2014   | Анник Рибьер | беспартийная            | пенсионер  |
| 2014   | 2020   | Дени Себар   | Социалистическая партия |            |

## Экономика
В 2010 году среди 178 человек трудоспособного возраста (15-64 лет) 131 были экономически активными, 47 — неактивными (показатель активности — 73,6 %, в 1999 году было 64,0 %). Из 131 активных жителей работали 112 человек (63 мужчины и 49 женщин), безработных было 19 (8 мужчин и 11 женщин). Среди 47 неактивных 11 человек были учениками или студентами, 18 — пенсионерами, 18 были неактивными по другим причинам.

## Достопримечательности
- Церковь Свв. Петра и Павла (XII век). Исторический памятник с 1948 года[11]
- Замок Бардоле

## Фотогалерея

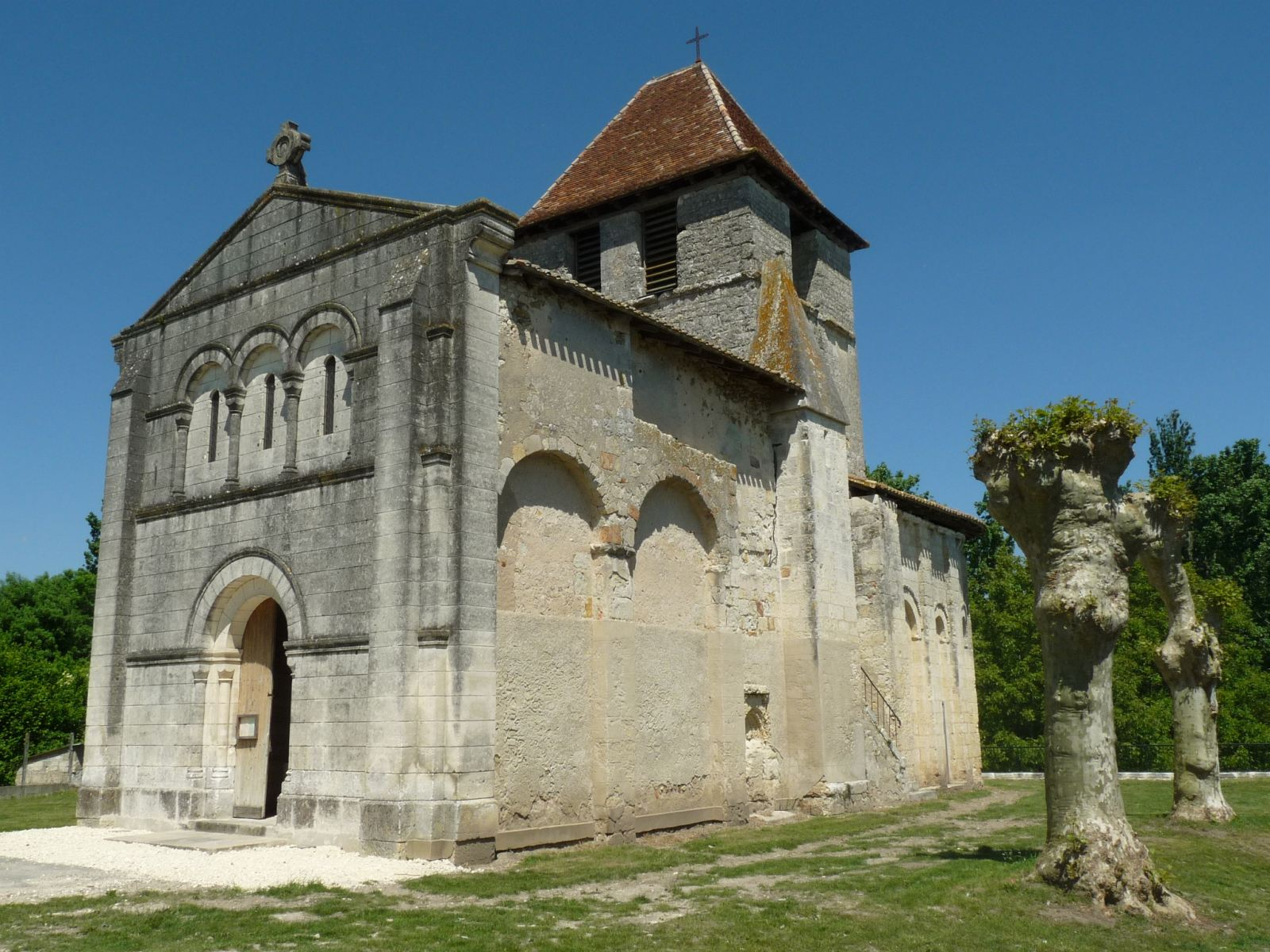
Церковь Свв. Петра и Павла
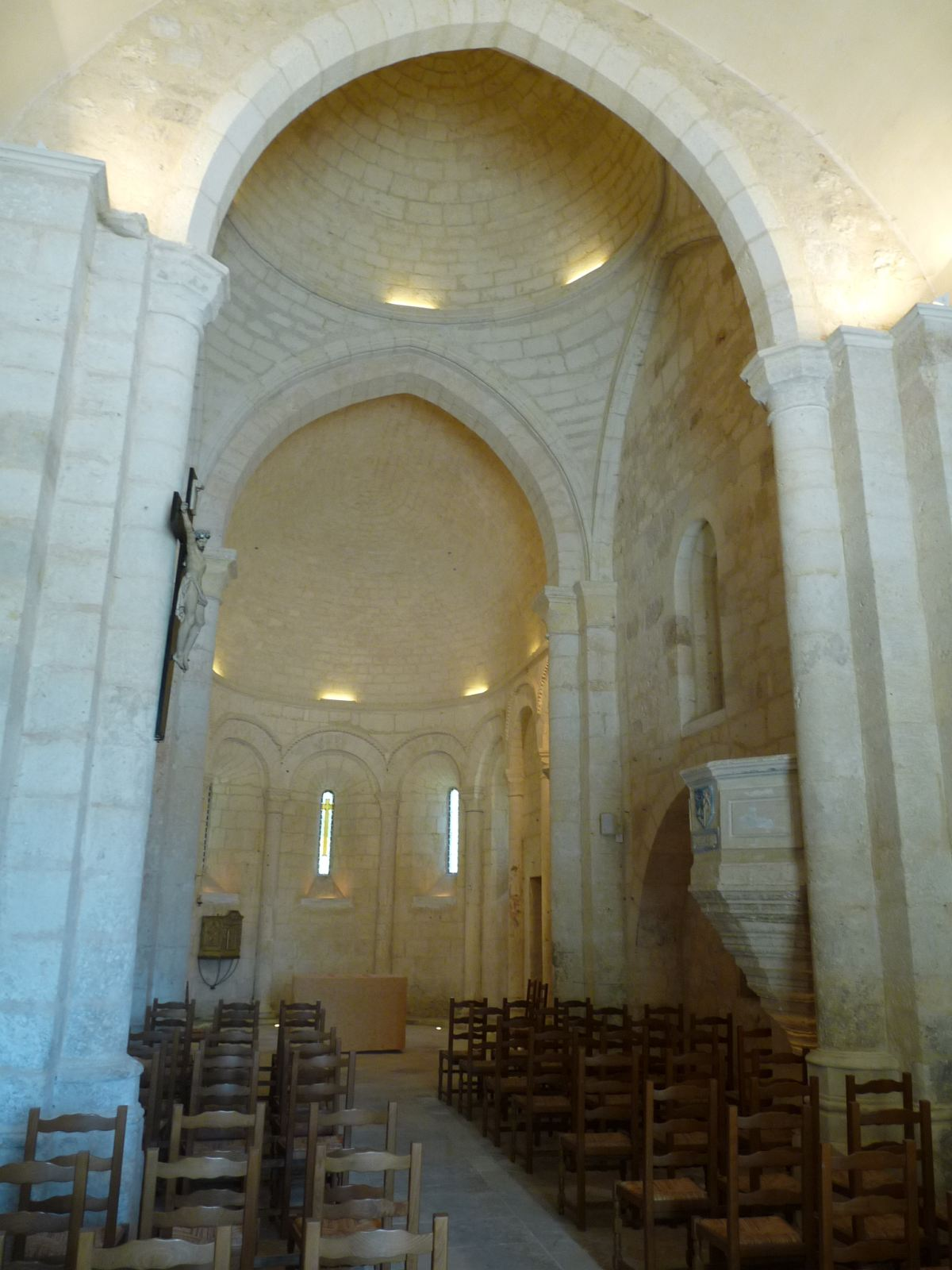
Интерьер церкви Свв. Петра и Павла